# Manuel Barrios Gutiérrez
Manuel Barrios Gutiérrez (San Fernando, Cadis, 1924 - Sevilla, 24 de febrer de 2012) va ser un novel·lista, assagista, flamencòleg, autor teatral, home de ràdio i periodista espanyol. Considerat un sòlid valor de l'anomenada "Nova narrativa andalusa", la seva rica trajectòria es concreta en més de setanta llibres publicats i quaranta-quatre premis, milers d'articles en premsa i programes radiofònics. És pare del filòsof Manuel Barrios Casares.

## Biografia
Nascut a San Fernando, el trasllat del seu pare —militar de l'Armada— en acabar la Guerra Civil el porta de l'Institut de Cadis al San Isidoro de Sevilla. Allí entaula amistat amb el pintor Baldomero Romero Ressendi i comença a conrear les seves aficions literàries. A principis de la dècada dels quaranta inicia els seus estudis de Dret en la Sevillana: professors com Ramón Carande, Francisco de Pelsmaeker o Manuel Giménez Fernández aguditzen la seva consciència política i social. Per aquesta mateixa època freqüenta la tertúlia literària del cafè Los Corales, fundada pel catedràtic de Llengua i Literatura Francisco López Estrada, i s'obre al món cultural de la ciutat. Publica alguns textos en la premsa, entrevista el novel·lista William Somerset Maughan al seu pas per Sevilla i, cada vegada més bolcat a l'escriptura, en quart curs deixa els estudis de Dret per a entrar a treballar com a guionista i locutor en Ràdio Nacional d'Espanya. Al llarg dels anys cinquanta obté gran èxit amb programes radiofònics com Piruetas, en col·laboració amb Alfonso Contreras, i amb paròdies teatrals com la de Don Juan Tenorio, escrita al costat d'Agustín Embuena, que es representa en nombroses ocasions al Teatre San Fernando de Sevilla.
Passa després a Ràdio Sevilla, intensificant el seu activisme cultural, de clar compromís antifranquista, i crea programes de renom com la Tertulia Flamenca (1967) o la Tertulia Literaria (1972). Durant la seva etapa com a redactor-cap de Radio Sevilla obtindrà el Premi Ondas 1977. En els anys setanta col·laborarà estretament amb Iñaki Gabilondo, arribat a Radio Sevilla l'estiu de 1972, donant un nou impuls a l'activitat cultural d'aquest mitjà i contribuint a la democratització de la vida quotidiana.
Abans d'això, participa en nombroses iniciatives culturals que suposen també un compromís amb les llibertats i l'andalusisme, com per exemple la fundació del Club Tartessos en 1967. Des de 1962 forma part del grup sevillà Estampa Popular, on també militen els pintors Cristóbal Aguilar, Francisco Cortijo, Francisco Cuadrado, Manuel Baraldés i el novel·lista Alfonso Grosso. La denúncia de la marginació social de la pagesia andalusa o la crítica al "señoritismo" són motius freqüents en l'obra d'aquests artistes, vinculats a Comissions Obreres i al Partit Comunista d'Espanya. Amb el seu amic Grosso escriu A poniente desde el Estrecho y Circo, protagonitzant la famosa anècdota de l'entrada en la gàbia dels lleons del Berlin Zirkus durant la Fira de Sevilla de 1963, esdeveniment que la premsa local comenta divertida com a estratègia publicitària dels escriptors, mentre ells, en privat, ho interpreten com a metàfora de la condició de l'intel·lectual engabiat a l'Espanya del moment. De fet, a causa de la seva oposició al règim, Barrios passa pel Tribunal d'Ordre Públic i sofreix desterrament en ple franquisme, mentre alguns dels seus llibres resulten censurats (Retablo de Picardías) o segrestrats (Carta abierta a un ex-ministro). No per això renúncia a la seva apassionada defensa de les llibertats, ni a la reivindicació d'una Andalusia capaç de superar la seva endèmica situació de marginació per a afrontar un esperançador futur de progrés. En aquesta línia recuperarà part de l'obra de Blas Infante, publicarà obres com a Cartas del pueblo andaluz, promocionarà els valors estètics de l'art andalús, en particular, del flamenc, o lluitarà pel desenvolupament dels principis de l'Estatut d'Autonomia, a més de continuar participant en nombroses iniciatives culturals durant l'època de la transició democràtica.
Finalista del Premi Nadal en 1962 amb la seva primera novel·la, El crimen, repeteix en 1964 amb La Espuela. Obté el Premi Ateneo de Sevilla en 1972 amb Epitafio para un Señorito, el Premi Ciutat de Barcelona amb Al paso alegre de la paz en 1975, alguns Premis Platero de la Fira del Llibre de Sevilla –El miedo (1969), Cartas del Pueblo Andaluz (1972)– i així fins a un total de quaranta-quatre guardons.
Periodista de referència i novel·lista de soca-rel, la crítica literària el lloa per la seva cura de l'idioma, la seva tècnica narrativa i el seu fi barroquisme. Amb més de setanta llibres i cinquanta mil articles publicats, Manolo Barrios, home total, de fermes conviccions, veu truncada la seva carrera literària per no seguir la veta als nous senyorets andalusos i oposar-se als diversos stablishments del postfranquisme. Les seves desavinences amb l'editor José Manuel Lara el priven en 1977 del Premi Planeta, quedant finalista amb la seva novel·la Vida, pasión y muerte en Río Quemado (reeditada en 1992 per la Universitat de Sevilla); i en 1999, una sentència sense precedents a l'Espanya democràtica l'inhabilita professionalment durant anys per un article de la seva secció de comentari polític “El baratillo”, del diari ABC, on venia denunciant els nombrosos casos de corrupció del govern socialista.
Els cops el desencoratgen i el retreuen de la vida social. Malgrat això, atrinxerat a l'habitació d'escriure del seu modest pis del Polígon de San Pablo, torna a les seves essències i es reinventa a si mateix com a excel·lent cronista de la història no oficial: les seves semblances biogràfiques de Queipo de Llano (El último Virrey), el Cardenal Segura, Primo de Rivera (Consigna: matar a José Antonio), Fernando Villalón, Pre I el Cruel, Isabel II, Torquemada o els Borbons cullen el favor del públic.
Gran expert del món del flamenc, va rebre el Premi Nacional de Premsa Flamenca de la Càtedra de Flamencología i Estudis folklòrics andalusos de Jerez de la Frontera, així com altres nombroses distincions pels seus treballs en aquest camp (com el Premi Nacional de Ràdio-TV, pel seu programa "Tertúlia Flamenca" de Ràdio Sevilla, de gran audiència i de summa importància en l'etapa de revaloració del gènere), on destaquen Ese difícil mundo del flamenco, publicat per la Universidad de Sevilla en 1972, i Gitanos, moriscos y cante flamenco (1989), llibre que la crítica especialitzada considera un dels assajos més documentats sobre l'art popular andalús i que va ser incorporat al primer en una nova edició del Secretariat de Publicacions de la Sevillana l'any 2000.
En teatre va conrear el gènere d'humor, amb títols com El encierro de San Serapio, El día en que Gilda se quitó el guante, El recurso de Amparo o El otro nombre de la Rosa. Com va destacar la crítica, “autors teatrals com Manuel Barrios Gutiérrez, han tornat a posar en l'escenari personatges que parlen en andalús, sense avergonyir-se per això”.
En 2005, complerts els vuitanta anys, va iniciar la seva última etapa com a articulista de premsa, col·laborant assíduament en l'edició local del diari La razón, dirigida per Paco Reyero. Al desembre de 2011, molt afeblit ja per una insuficiència respiratòria crònica, va publicar el seu últim article. Va morir als 87 anys a Sevilla, el 24 de febrer de 2012.

## Obres selectes
- El crimen (1963). Finalista del Premi Nadal 1962.
- La espuela (1965). Finalista del Premi Nadal 1964.
- El miedo (1969). Premi Platero de la Fira del Llibre de Sevilla 1970.
- Epitafio para un señorito (1972). Premi Ateneo de Sevilla.
- Ese difícil mundo del flamenco. Publicat originalment en 1972 pel Secretariat de Publicacions de la Universitat de Sevilla, aquest llibre de semblances va ser reeditat l'any 2000, al costat d'un altre llibre de Barrios, Gitanos, moriscos y cante flamenco (Rodríguez Castillejo, 1989).
- Al paso alegre de la paz: crónica de una nostalgia (1975). Premi Ciutat de Barcelona.
- El último virrey. 1978.
- Cartas del pueblo andaluz (1980). Premi Platero.
- Vida, pasión y muerte en Río Quemado. Finalista del Premi Planeta. Editorial Argos Vergara, 1978.

Altres llibres publicats
- Retablo de picardías. Ediciones 29. 1972.
- Rimas de la oposición popular. Plaza y Janés, 1979.
- Circo. 1974.
- Carta abierta a un ex-ministro. Ediciones 99. 1974
- El apasionante misterio de El Palmar de Troya. Barcelona, Editorial Planeta, 1976.
- Crónicas del destape. Barcelona, Planeta, 1979.
- Cartas del pueblo andaluz. Barcelona, Plaza & Janés, 1980.
- Proceso al gitanismo. Edisur, 1980.
- La Picaresca. Grupo Andaluz de Ediciones, 1981.
- Proceso a la historia. Barcelona, Plaza & Janés, 1983.
- Memorial del diablo en el convento (Mundo, demonio y frailes). Barcelona, Plaza & Janés, 1985.
- Las Oscuras Raíces del Flamenco. Sevilla, Monte de Piedad y Caja de Ahorros de Sevilla, 1986.
- Sociedades secretas del crimen en Andalucía. Madrid, Tecnos, 1987.
- Gitanos, moriscos y cante flamenco. Ed. Rodríguez Castillejo, 1989.
- Querella del apóstol Santiago y suma de papeles liberales. Madrid, Tecnos, 1989.
- Escritoras andaluzas.1990.
- Los clérigos galantes en Andalucía. Sevilla, Algaida, 1991.
- Andalucía, genio y donaire. Sevilla, Algaida, 1991.
- Matrimonios desafortunados de la realeza española. Madrid, Temas de Hoy, 1996.
- El gran amor prohibido de Alfonso XI. Madrid, Temas de Hoy, 1998.
- Galería de pícaros, embaucadores y rufianes. Sevilla, Guadalquivir Ediciones, 2000.
- Pedro I el Cruel: un monarca contra la nobleza. Madrid, Temas de Hoy, 2001.
- Majas y duquesas: Las mujeres en la vida de Goya. Madrid, Temas de Hoy, 2002.
- Ronda de los bandoleros. Fundación José Manuel Lara, 2004.
- Los amantes de Isabel II. Madrid, Temas de Hoy, 2004.
- La Sevilla del cardenal Segura. Espuela de Plata, 2004.
- Consigna: Matar a José Antonio, crónica de una traición. Madrid, Nowtilus, 2005.
- El secreto de los jesuitas. Almuzara, 2007.
- Torquemada. Inquisidor y hereje. Almuzara, 2006.
- El sacristán del diablo. Vida mágica de Fernando Villalón. Sevilla, Espuela de Plata, 2006.
- La verdad sobre Miguel Mañara. Almuzara, 2008.
- Los secretos de alcoba de los borbones (para mayores de 50 años). Sevilla, Ediciones Espuela de Plata, 2010.